# هریرود

هریرود نام رودی است با طول ۱٬۱۰۰ کیلومتر که از مناطق مرتفع ولسوالی لعل و سرجنگل  سرچشمه می‌گیرد و با گذر از ولایت‌های غور و هرات در افغانستان، از مرز مشترک افغانستان و ایران می‌گذرد پس از پیوستن کشف‌رود به آن، با نام رود تجن وارد شنزارهای کشور ترکمنستان شده و به بیابان قره‌قوم منتهی می‌شود.
هریرود دومین رود مهم افغانستان پس از هیرمند است که مربوط حوزه آبگیر هریرود در شمال غربی افغانستان  می‌باشد. منبع اولی هریرود دریای لعل و سرجنگل است که از غرب کوه بابا سرچشمه می‌گیرد و به‌سوی شهر فیروزکوه جریان دارد. در منطقه دولت‌یار دریاهای دیگری به آن می‌پیوندد و از آنجا به‌بعد به‌نام هریرود یاد می‌شود. شاخه مهم جنوب آن رود تگاب اوشلان است، که از شمال رشته‌کوه‌های سیاه‌کوه غربی سرچشمه گرفته موازی با هریرود جریان دارد و در منطقه ماروه به آن می‌پیوندد. شاخه مهم شمالی آن دریای کرُخ است که از جنوب رشته‌کوه‌های سفیدکوه غربی سرچشمه گرفته و در منطقه کرُخ به آن می‌پیوندد. دریای کرُخ ۹۵ کیلومتر طول دارد و حوزه آبگیر آن، ۷۸۲۰ کیلومتر مربع است.
پس از پیوستن کشف‌رود به آن، با نام رود تجن وارد شنزارهای کشور ترکمنستان شده و به بیابان قره‌قوم منتهی می‌شود.

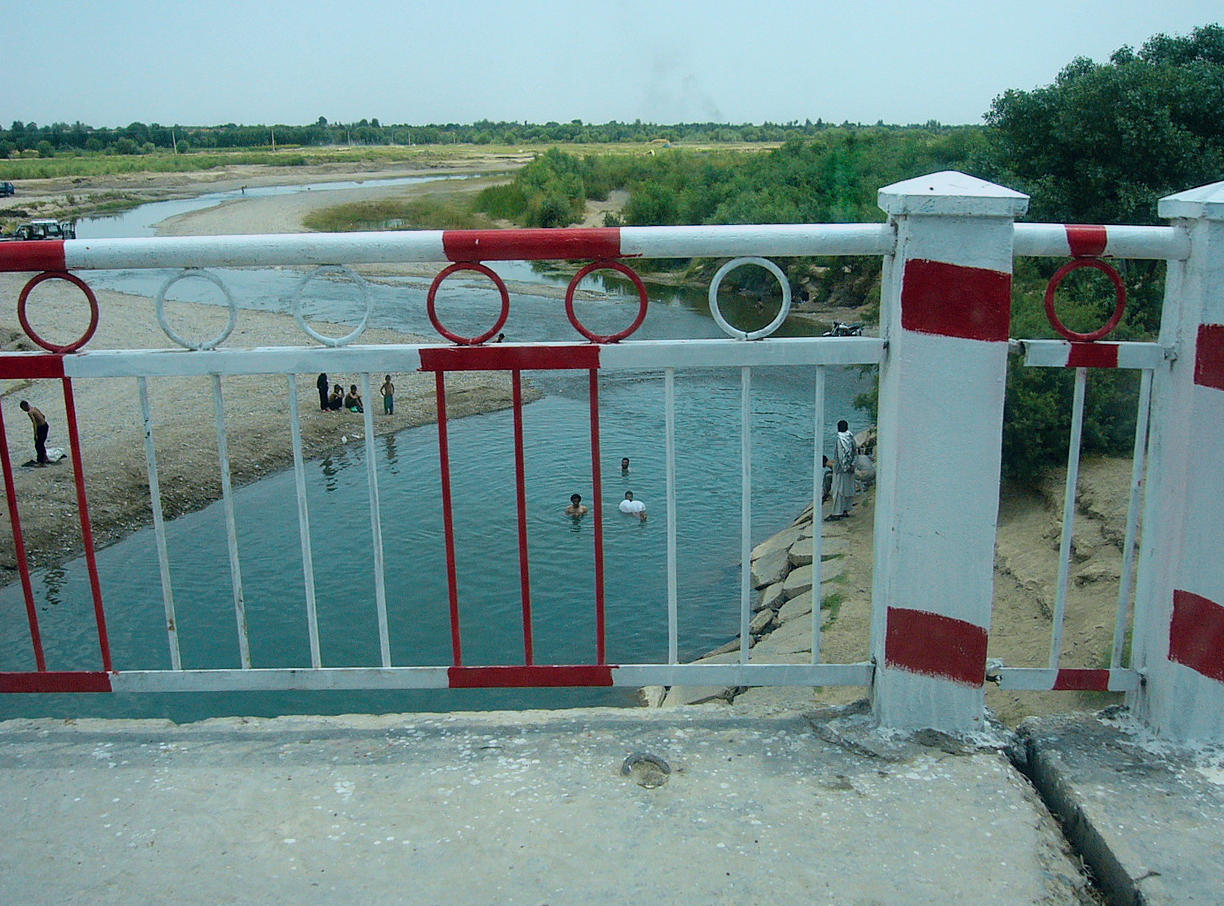

نام‌های هری و هریوا که نام‌های باستانی هرات هستند از نام این دریا گرفته شده‌اند. واژهٔ هرَی از زبان فارسی باستان هَرَیو آمده که به معنی «پُرشتاب» است. در یونانی آن را Arius و در لاتین آن را Tarius یاد میکند.

## دبی

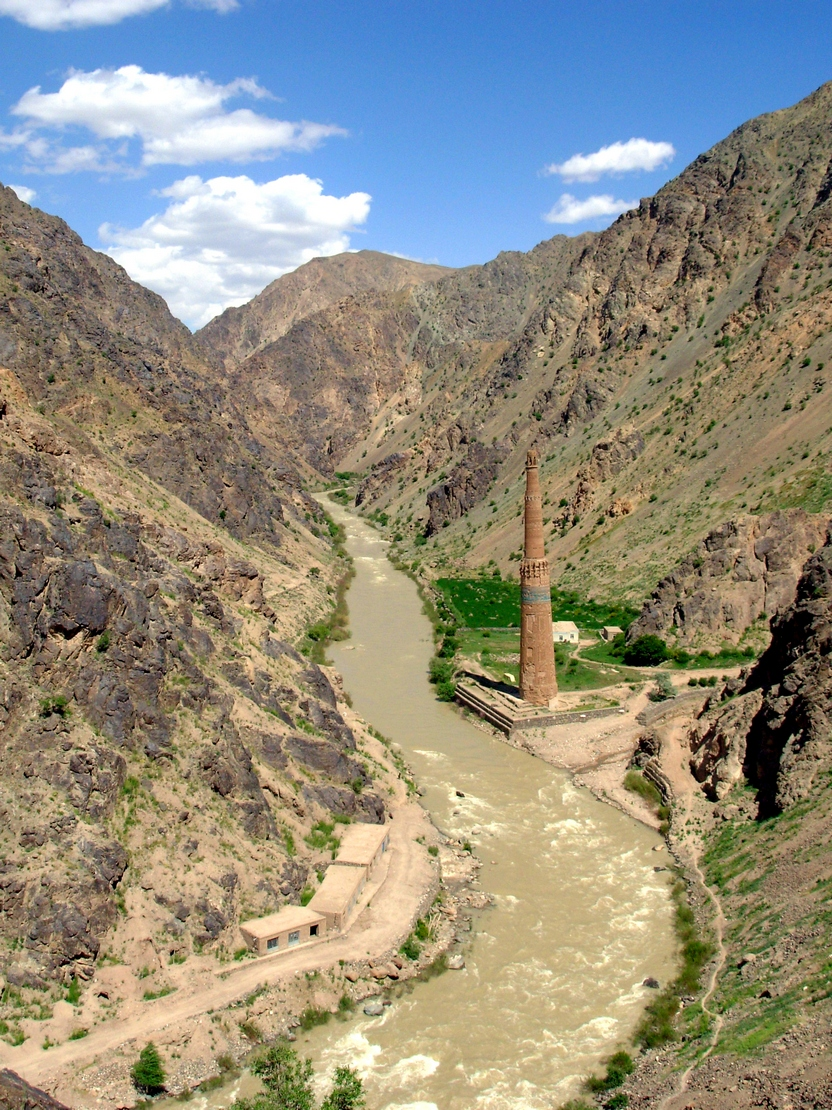
منظره از رود هریرود در کنار منار جام

دبی یا میزان آبدهی هریرود به‌طور میانگین ۵۵ متر مکعب بر ثانیه است. در دهه‌های گذشته دبی این رود دو بار در میان سال ۱۹۶۱ و ۱۹۶۳ در شهر فیروزکوه ولایت غور اندازه‌گیری شده‌است. دبی محاسبه شده در آن زمان ۲۲٫۳ متر مکعب بر ثانیه بوده‌است. بر اثر یک سیل در سال ۱۹۳۹ میلادی دبی رود به ۱۰۹۰ متر مکعب بر ثانیه افزایش یافت. بر اثر یک خشکسالی ۱۰ ماهه در سال ۲۰۰۰ رود هریرود به‌طور کامل خشک شد.

## سدها
سد دوستی توسط ایران و ترکمنستان در سال ۱۳۸۴ برای تأمین آب کشاورزی و آشامیدنی مشهد ساخته شده است. سد سلما توسط دولت هند در افغانستان در سال ۱۳۹۴ برای تامین آب کشاورزی و آشامیدنی هرات ساخته شده است.
سد پاشدان در سال ۱۴۰۳ توسط آذربایجان بر روی هریرود ساخته شد 

## جغرافیا

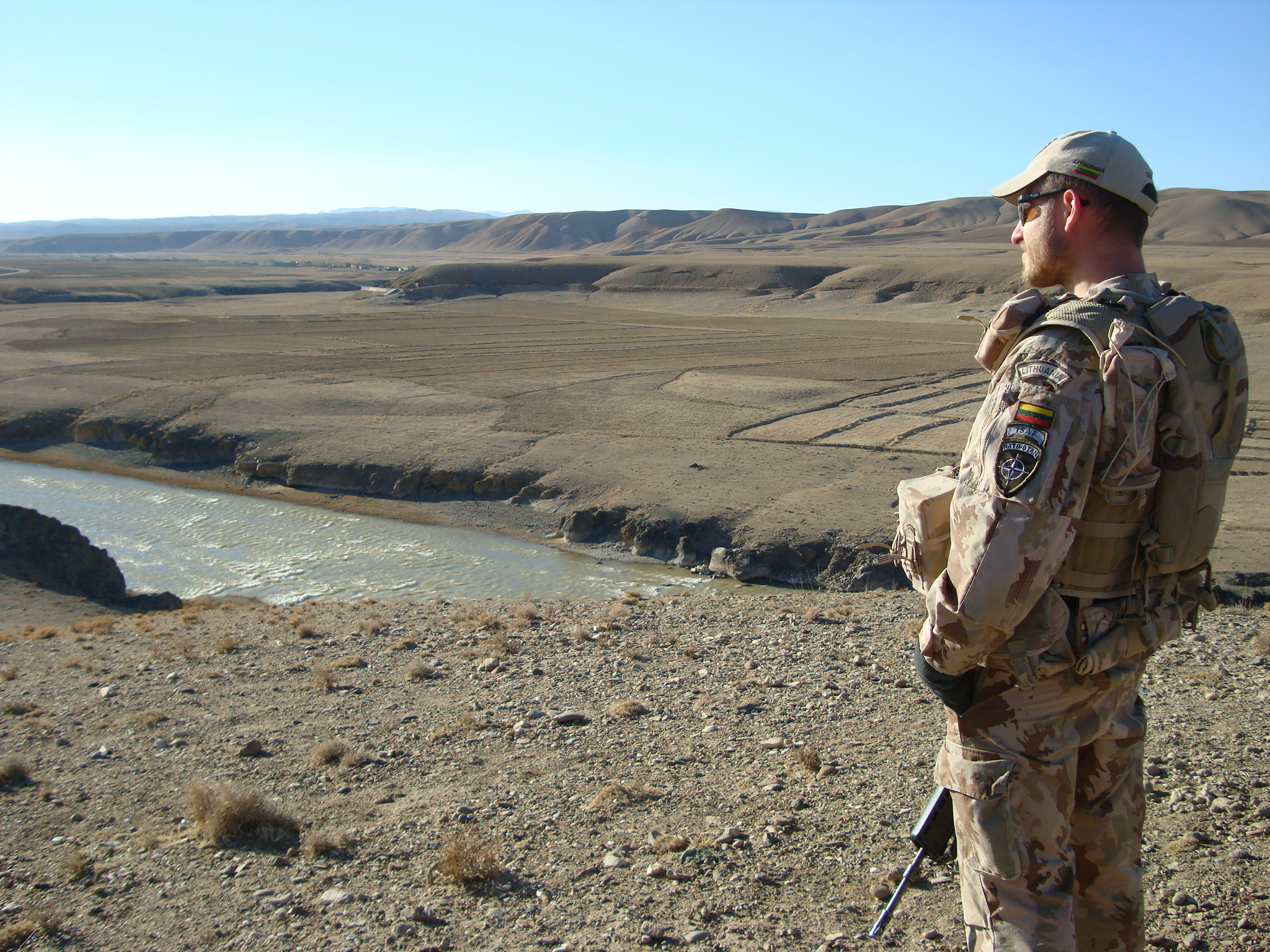
یک سرباز لیتوانیایی در ولایت غور در کنار هریرود

هریرود از دریا(رودخانه)های مهم حوضهٔ غرب افغانستان است و میان رشته‌کوه‌های سفیدکوه و سیاه‌کوه از شرق به سمت غرب جریان دارد. دریای هری‌رود از کوه بابا و مناطق مرتفع لعل و سرجنگلِ هندوکش با ارتفاع تقریبی ۳٬۹۰۰ تا ۴٬۰۰۰ متر سرچشمه می‌گیرد. بند امیر ساحهٔ آب‌بخش اصلی هری‌رود است. هری‌رود از سرچشمه‌اش تا دهکده‌ کوهسان تقریباً ۵۶۰ کیلومتر فاصله را به موازات رشته‌کوه‌های سفیدکوه و سیاه‌کوه می‌پیماید. دریای لعل و سرجنگل معاونان اولی هری‌رود هستند که هر دو در حصهٔ دولت‌یار یکی شده و به استقامت غرب جریان می‌یابند. دریای دیگری به نام تگاب اوشلان در نزدیکی ماروه به این دو دریا وصل می‌گردد و همگی در همان مجاورت به هری‌رود می‌پیوندند. معاون چهارمی به نام دریای کَرُخ نیز هست که در ساحه شرقی ولایت هرات با هری‌رود یک‌جا می‌شود. هری‌رود از دهکده‌های کوهستانی شمال اسلام‌قلعه به استقامت شمال به اندازهٔ ۹۵ کیلومتر جریان می‌یابد و مرز مشترک افغانستان و ایران را تشکیل می‌دهد. سپس در دهنهٔ ذوالفقار خاک افغانستان را ترک می‌کند و سرحد مشترک میان ایران و ترکمنستان را تا سرخس تشکیل می‌دهد. از سرخس به بعد ابتدا استقامت شمال را اختیار کرده، بعد قدری به جانب شمال غرب منحرف شده، در نهایت به ریگستان‌های ترکمنستان می‌ریزد.

## جایگاه تاریخی
منار جام به عنوان دومین منار بلند جهان با ۶۵ متر بلندی در حاشیهٔ این رود قرار دارد. در کتاب مقدس زرتشتیان اوستا اشاراتی به این رود شده و از آن نام برده می‌شود. همچنین شواهدی از حضور بوداییان طی سده‌های گذشته و در ابتدای ظهور آیین بودایی در اطراف این رود یافت شده و در کتاب ریگ‌ودا اشاراتی در رابطه با هریرود موجود است.